# Sâncraiu
Sâncraiu là một xã thuộc hạt Cluj, România. Dân số thời điểm năm 2002 là 1852 người.